# Lapalapa
Der Lapalapa (Ribeira Lapalapa, indonesisch Sungai Lapalapa) ist ein osttimoresischer Fluss im Verwaltungsamt Lospalos (Gemeinde Lautém).

## Geographie
Der Lapalapa ist ein kleiner Fluss im äußersten Osten der Insel Timor. Er ist einer der Hauptflüsse, die an der Paitchau-Bergkette nach Süden hin abfließen. Der Lapalapa entspringt im Osten des Sucos Lore II und durchquert den Nordosten des Sucos Lore I, bevor er in die Timorsee mündet.

## Fauna
Der Fluss hat einen felsigen Untergrund mit Rundsteinen. Immer wieder bildet er Becken. Mindestens neun Fischarten kommen im Lapalapa vor: Anguilla marmorata, Lamnostoma mindora, Lutjanus argentimaculatus, Lutjanus fuscescens, Kuhlia marginata, Kuhlia rupestris, Eleotris fusca, Manilaschläfergrundel (Giuris margaritacea) und eine nicht näher bestimmte Art von Lippenzahngrundeln.
Auch Leistenkrokodile leben im Fluss.